# Edgard de Montjou
Pour les articles homonymes, voir Montjou.
Édouard de Montjou est un homme politique français, né le 17 décembre 1856 à Bioussac (Charente-Inférieure) et décédé le 9 février 1942 à Marçay (Vienne). 

## Biographie
Il est député de la Vienne sous la IIIe République de 1902 à 1906 et de 1910 à 1932, d'abord proche de la Fédération républicaine puis de l'Alliance démocratique. Il est l'oncle de Gérard de Montjou, député de la Vienne (RGR) de 1951 à 1956 et de Guy de Montjou, député de la Mayenne (ARS puis URD) de 1919 à 1928.

## Sources
- « Edgard de Montjou », dans le Dictionnaire des parlementaires français (1889-1940), sous la direction de Jean Jolly, PUF, 1960 [détail de l’édition]